# Berksonův paradox

Příklad Berksonova paradoxu:
Obrázku 1 předpokládá, že talent a atraktivita spolu v populaci nesouvisí.
Obrázek 2 zahrnuje data celebrit, ze kterého lze odvodit, že talent negativně koreluje s atraktivitou, protože lidé, kteří nejsou talentovaní, ani atraktivní, se obvykle nestanou celebritami.

Berksonův paradox, známý také jako Berksonovo zkreslení, či bias Berksonův, je statistický jev popisující zdánlivou závislost mezi dvěma jevy v datech, která vzniká jako důsledek odlišných kritérií. Jedná se o komplikující faktor, který se objevuje při statistických testech proporcí.
Berksonův paradox se může vyskytnout v různých odvětvích, ale zejména v oblasti medicíny a epidemiologie, kde se často používají statistické metody pro studium vztahů mezi různými nemocemi a faktory, které je ovlivňují. Nicméně, paradox se může vyskytnout v jakémkoli oboru, kde jsou používány statistické metody pro analýzu dat a kde jsou výběrová kritéria pro pozorované jevy odlišná.

## Příklady
Nejčastějším příkladem Berksonova paradoxu je nepravdivé pozorování negativní korelace mezi dvěma žádoucími znaky, tj. že členové populace, kteří mají nějaký žádoucí znak, mají tendenci postrádat druhý. Berksonův paradox nastává, když se toto pozorování jeví jako pravdivé, ačkoli ve skutečnosti obě vlastnosti spolu nesouvisí, nebo je korelace kladná, protože členové populace, kde obě vlastnosti chybí, nejsou vůbec pozorováni.

### Původní ilustrace
Berksonova originální ilustrace zahrnuje retrospektivní studii zkoumající rizikový faktor nemoci na statistickém vzorku z nemocniční populace. Vzhledem k tomu, že vzorky jsou odebírány pouze od nemocných, a nikoliv od široké veřejnosti, výsledek studie vedl k nepravdivému vztahu mezi nemocí a rizikovým faktorem. Například pokud je diabetes rizikovým faktorem pro cholecystitidu, pravděpodobnost výskytu této nemoci u pacientů bez diabetu je vyšší než v běžné populaci. To je způsobeno tím, že pacienti musí mít jiné příznaky než diabetes, aby se dostali do nemocnice a byli diagnostikováni s cholecystitidou.

### Rychlé občerstvení

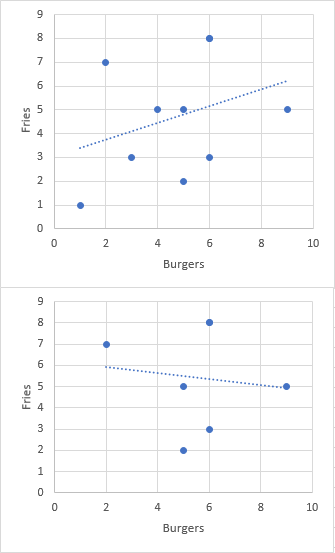
Horní graf znázorňuje skutečné rozdělení, ve kterém je pozorována pozitivní korelace mezi kvalitou hamburgerů a hranolků. Avšak jedinec, který nejí ani v jednom z míst, kde je obojí špatné, pozoruje pouze rozdělení na spodním grafu, které se jeví jako ukazatel negativní korelace.

Člověk může na základě svých zkušeností pozorovat, že restaurace rychlého občerstvení v jeho okolí, kde podávají dobré hamburgery, mají tendenci podávat horší hranolky a naopak; ale protože pravděpodobně nejedl nikde, kde by bylo „obojí špatné“, nepřipouští velký počet „špatných“ fast foodů, který by negativní korelaci oslabil nebo dokonce převrátil.

### Ellenbergův příklad
Jako příklad uvedený Jordanem Ellenbergem uvažujme situaci, kdy Alexandra bude chodit pouze s muži, jejichž přívětivost a atraktivita dohromady přesahují určitou hranici. Proto méně atraktivní muži musí být přívětivější, aby splnili Alexandřiny nároky a mohli být považováni za vhodného partnera. V důsledku toho může Alexandra zaznamenat, že mezi muži, s nimiž chodí, jsou průměrně méně atraktivní ti, kteří jsou přívětivější (a naopak), i když tyto vlastnosti nejsou v obecné populaci korelované. Je důležité si však uvědomit, že to neznamená, že muži v Alexině výběru jsou méně kvalitní než muži v populaci obecně; naopak, Alexiny nároky jsou velmi vysoké. Průměrný muž, který splňuje Alexina kritéria, je ve skutečnosti atraktivnější než průměrný muž v populaci (protože dokonce i mezi přívětivými muži jsou vynecháváni ti nejméně atraktivní). Berksonova negativní korelace je jev, který vzniká již při předpokladu: nezdvořilí muži, se kterými chodí Alexandra, musí být ještě více atraktivní, aby splnili její kritéria.

### Kvantitativní příklad
Sběratel má celkem 1000 poštovních známek, z nichž 300 je pěkných a 100 vzácných, z toho 30 je zároveň pěkných a vzácných. 30 % všech jeho známek je pěkných a 10 % jeho pěkných známek je vzácných, takže krása nezávisí na vzácnosti. Sběratel dává na výstavu 370 známek, které jsou pěkné nebo vzácné. Trochu přes 27 % známek na výstavě je vzácných (100/370), ale stále pouze 10 % (30/300) pěkných známek je vzácných (a 100 % z 70 ne-pěkných známek na výstavě je vzácných). Pokud pozorovatel bere v úvahu pouze známky na výstavě, pozoruje falešný negativní vztah mezi krásou a vzácností v důsledku výběrového zkreslení.

## Matematická formulace
Dva nezávislé jevy se stávají podmíněně závislými, pokud se minimálně jeden z nich vyskytne. Tedy pokud platí {\displaystyle 0<\mathrm {P} (A)<1}, {\displaystyle 0<\mathrm {P} (B)<1} a zároveň platí {\displaystyle \mathrm {P} (A|B)=\mathrm {P} (A)}, což lze zapsat jako {\displaystyle \mathrm {P} (A|B\cap (A\cup B))=\mathrm {P} (A)}, z čehož vyplývá nerovnost {\displaystyle \mathrm {P} (A|A\cup B)>\mathrm {P} (A)}.
Slovně výše uvedená formulace zní: pravděpodobnost jevu {\displaystyle A} za podmínky, že platí jevy {\displaystyle B} a ({\displaystyle A} nebo {\displaystyle B}), je menší než pravděpodobnost {\displaystyle A} za předpokladu, že nastal jev ({\displaystyle A} nebo {\displaystyle B}).
Jinými slovy, pokud máme dva nezávislé jevy a zvažujeme pouze výsledky, kdy se alespoň jeden z nich vyskytuje, stávají se podmíněně závislými dle znázornění výše.